# Jean-Baptiste Charles de Bethune
Jean-Baptiste Charles François (Jean) Bethune, na zijn overlijden de Bethune, (Kortrijk, 25 april 1821 – Marke, 18 juni 1894) was een architect, stichter van architectuurscholen en pionier van de neogotiek in België.

## Biografie

### Familie
De familie Bethune werd voor het eerst in de adelstand opgenomen door de adelverheffing van Félix Bethune (1789-1880), op 25 maart 1845. Hij was lid van het Nationaal Congres, senator en burgemeester van Kortrijk. In 1855 kreeg hij de titel van baron. In 1866 kreeg hij de titel van pauselijke graaf. In 1871 werd de barontitel overdraagbaar op alle afstammelingen Bethune. Door verschillende vonnissen tussen 1903 en 1907 werd de naam 'Bethune' gerectificeerd in 'de Bethune' voor alle overleden en levende leden van de familie vanaf de stamvader Pierre de Bethune (1672-1735). Dit betekent dat de hier behandelde persoon door het leven ging als 'Jean Bethune' en pas na zijn dood de naam werd hersteld in 'de Bethune'.
In 1848 trouwde Jean-Baptiste met Emilie van Outryve d'Ydewalle (1826-1894), dochter van ridder Eugène van Outryve d'Ydewalle en Clemence van Severen. Hij kwam in Brugge wonen bij zijn schoonouders, in het Huis Casselberg, Hoogstraat. Het gezin kreeg 9 kinderen. Van zijn vader erfde hij de titel van Romeins Graaf (een in België niet erkende titel).

### Jeugd
Bethune kreeg zijn eerste vorming van de Ierse priester Michael Breen, die bij hem de belangstelling voor de Angelsaksische cultuur opwekte. Van 1837 tot 1842 volgde hij cursussen in Leuven aan de faculteiten Rechten en Wijsbegeerte & Letteren. Hij nam er deel aan het vrolijke studentenleven, samen met Ernest van Huele, Charles en Louis van Caloen, Auguste van den Peereboom en de wat oudere Engelsman George Mann (1804-1874), die in de relaties met Engeland zijn mentor zou worden. Zwakke gezondheid en het eerder genoemde studentenleven verhinderden Bethune examens af te leggen en weldra onderbrak hij de studies.
Bethune kreeg een artistieke basisopleiding aan de kunstacademie van Kortrijk met leraars zoals L. Verhaegen en Victor-Jules Génisson (1805-1860). Bij Paul Lauters (1806-1875) leerde hij landschappen schilderen en de beeldhouwer Charles Henri Geerts (1807–1855) ― pionier van de neogotiek ― leerde hem beeldhouwen.
In 1842-43 maakte hij een reis door Engeland, samen met zijn broer, Felix, onder de leiding van de gecultiveerde George Mann. Hij werd geïntroduceerd bij Augustus Welby Pugin (1812-1852) en bij de glazenier John Hardman (1811-1867). Deze en andere contacten wakkerden bij hem de belangstelling en weldra de liefde aan voor de middeleeuwse kunst en zouden van hem de vaandeldrager van de neogotiek in België maken.

### Brugse periode

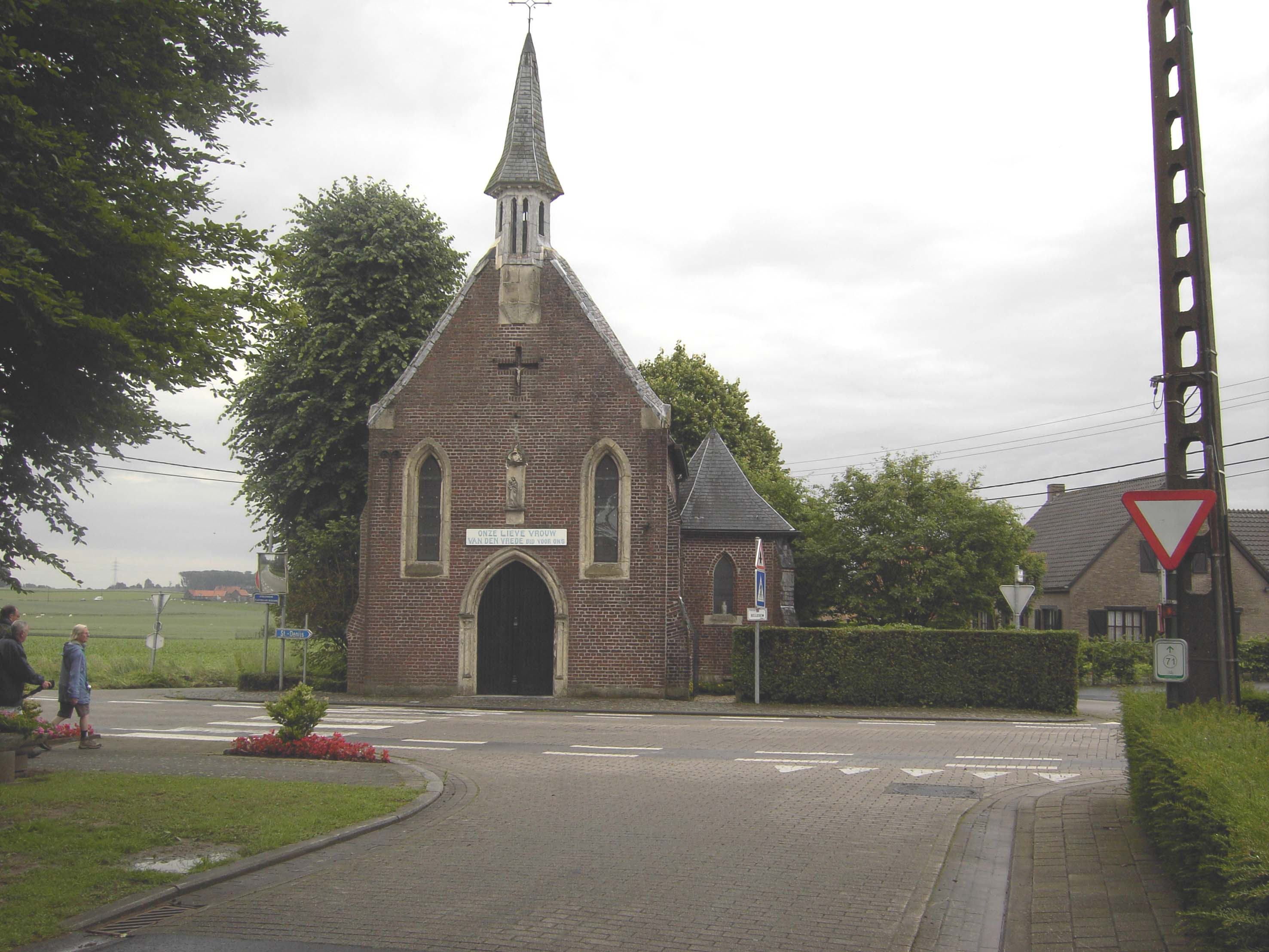
Brugse periode: De kapel van Milanen in Zwevegem

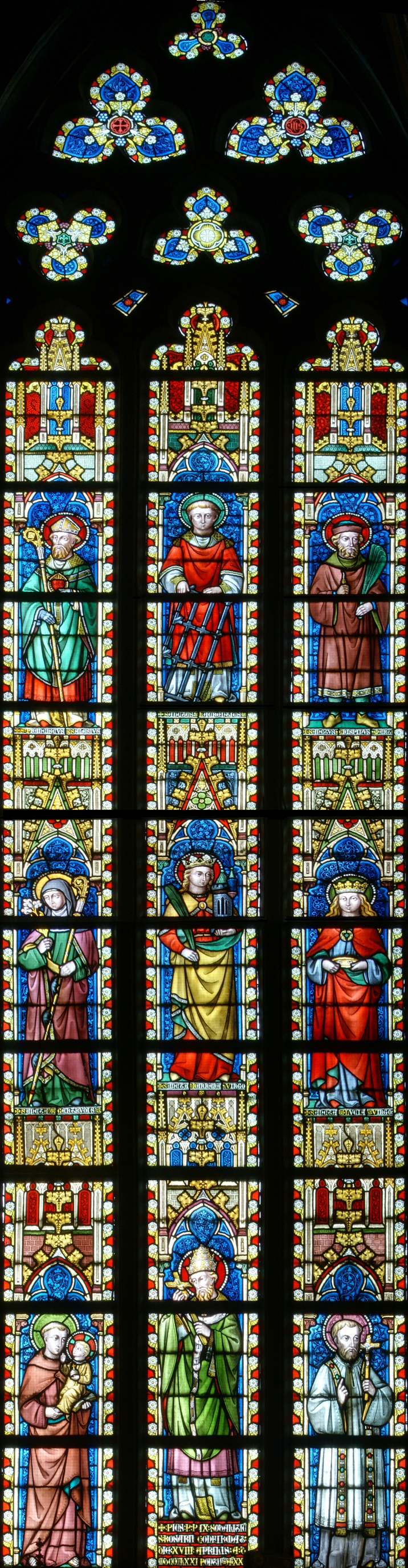
Gentse periode: Ontwerp van glas-in-loodramen in het hoogkoor van de Sint-Germanuskerk te Tienen.

Van 1845 tot 1848 was Bethune de secretaris van provinciegouverneur Felix de Mûelenaere. Op 12 juli 1848 werd hij verkozen tot provincieraadslid van West-Vlaanderen en bleef dit tot in 1858.
In 1849 werd hij lid en in 1858 proost van de Edele Confrérie van het Heilig Bloed. In 1850 ontwierp hij de Jubelprocessie van het Heilig Bloed en werd hij medestichter van de Société d'archéologie du diocèse. In 1851 stichtte hij de Brugse afdeling van het Genootschap van de H. Vincentius à Paulo en in 1858 werd hij ondervoorzitter van de Hoge Raad voor België van dit genootschap.
In 1852 werd hij secretaris van de Commissie van Burgerlijke Godshuizen in Brugge. In 1854 werd hij lid van de katholieke kiesvereniging La Concorde.
Tijdens zijn Brugse periode begon Bethune zich actief te interesseren voor architectuur en aan artisanale kunstproductie. In de tuin van het huis Casselberg bouwde hij een klein atelier met oven om zijn glasramen in te bakken (zie: glazenier, glas in lood en gebrandschilderd glas).
In 1847 ontwierp hij zijn eerste bouwwerk, de kapel van Milanen in Zwevegem.
In 1851 toerde hij opnieuw uitgebreid door Engeland en bestudeerde er de neogotische stijl.
In Brugge maakte hij kennis en sloot hij vriendschap met onder meer James Weale, John Sutton en Thomas Harper King (1822-1892). In de Brugse middens ondervond hij ook steun vanwege zijn oom, bisschop Joannes-Baptista Malou en van kanunnik en historicus Charles Carton (1802-1863)

### Gentse periode
Begin 1859 verhuisde het gezin Bethune naar Gent. Hij werd er onmiddellijk secretaris van de Sint-Pieterspenning. In 1862 was hij medestichter van het Werk der Vlamingen in Frankrijk en in 1863 van de Gilde van Sint-Thomas en Sint-Lucas en van de Gentse afdeling ervan. Vanaf 1873 was hij voorzitter van deze Gilde tot aan zijn dood.
In Gent nam zijn atelier voor glasramen een hoge vlucht. Hij bleef deze werkplaats leiden tot in 1875: toen werd ze overgenomen door Arthur Verhaegen.
Bethune werd bestuurslid van de Messager des sciences historiques en werkte actief mee aan de Revue de l'art chrétien. Hij werd ook lid van de Koninklijke Commissie voor monumenten en landschappen, afdeling Oost-Vlaanderen.

### Stichter van de Sint-Lucasscholen
In 1861-62 stichtte Bethune, samen met de Broeders van de Christelijke Scholen, de Sint-Lucasschool in Gent. Er zouden nog verschillende scholen volgen, onder meer in Brussel (Schaarbeek), Antwerpen, Luik en Doornik. Deze scholen wilden een alternatief zijn voor het classicisme en de officiële kunstacademies. Zij moesten vakbekwame ambachtslieden en kunstenaars afleveren, trouw aan de christelijke neo-middeleeuwse kunstvisie van baron Jean Bethune, geïnspireerd door wat A.W.N. Pugin had voorgedaan. Gent werd de bakermat van waaruit men een nationaal net van katholieke kunstscholen wilde tot stand brengen. De inspiratiebron was de neogotische beweging, met aandacht voor de grootse synthese van de westerse christelijke cultuur, waarin alle kunsten en ambachten dienden te worden geïntegreerd.
De Broeders ontwikkelden een eigen pedagogiek, afgestemd op het opleiden van ambachtslui en beoefenaars van de nijverheidskunst, twee beroepscategorieën waaraan grote nood was tijdens de eerste jaren van de zich ontwikkelende industriële maatschappij.
Behalve een 'stijl' betekende de neogotische beweging ook een visie op mens, kunst en ambacht en gaf ze ook de aanzet tot latere moderne kunststromingen.
Bethune predikte het gebruik van streekeigen architectuur, op basis van een typisch Vlaams vocabularium, met onder meer het gebruik van baksteen. Zijn gezag en zijn onderwijs slaagden erin deze zienswijze door zijn leerlingen te doen delen. Deze zienswijze, gekoppeld aan de sterk religieuze inspiratie en de affiniteiten met de 'Gothic Revival' maakten het verschil uit tussen het onderricht in de Sint-Lucasscholen en dat in de officiële kunstacademies, die eerder in de voetsporen liepen van Viollet-le-Duc. Deze school had meer belangstelling voor restauratie van oude gebouwen of desnoods voor het identiek heropbouwen. Als ze iets nieuws ontwierpen, was dit vooral geïnspireerd door de Franse en Brabantse gotiek. Daarbij kwamen hun creaties zelden voort uit een religieuze of sociale inspiratie en veeleer uit een soort burgerlijk romantisme.

## Bethune en Guido Gezelle
Jan Bethune (Jan Gothiek) en Guido Gezelle kenden elkaar al langer, en ontmoetten elkaar waarschijnlijk al in 1857, toen Bethune een kroonluchter had ontworpen voor de te vernieuwen Onze-Lieve-Vrouwekapel van het kleinseminarie in Roeselare, die werd bekostigd door de giften van de Engelse leerlingen, hiertoe door Gezelle aangezet. Hij schreef daarbij in 1858 een huldedicht bij de voltooiing van de vernieuwde kapel. Gezelle had trouwens in Roeselare als oudere collega de broer van Jan Bethune, Felix de Bethune, die er econoom was.
Het is echter pas vanaf de jaren zeventig, toen Gezelle in Kortrijk kwam wonen en Bethune het kasteel van Marke regelmatig bewoonde, dat de vriendschap groeide. Tot in 1880 woonde op het kasteel ook de vader, Felix Bethune (1789-1880), baron en Roomse graaf, oud-burgemeester van Kortrijk en senator.
Jan Bethune was kerkmeester in de Onze-Lieve-Vrouwekerk waar Gezelle onderpastoor was. Weldra was de vriendschap van die aard dat Gezelle minstens eenmaal per week op het kasteel in Marke ging middagmalen. Hij werd er een soort huiskapelaan, die zich met de geestelijke zorg belastte, zowel voor de familie Bethune als voor het dienstpersoneel. Bij zover dat Jan Bethune het idee opvatte om van Gezelle zijn voltijdse aalmoezenier te maken. Het kasteel had een kapel en daar kon Gezelle dus de mis lezen en biecht horen. Het domein was groot genoeg om er hem ook een woonst te bezorgen. De bisschop ging daar echter niet op in.
In 1880 wijdde Gezelle een lang huldedicht aan baron Felix Bethune, die op 28 september 1880 was overleden. Hij beschreef hem hierin als dien fellen goeden welgezinden man, dien blijden ouderling, dien sterken onversaagden, dien edelen mensch.
In 1885 schreef Gezelle een gedicht voor de 'schiergulden' bruiloft van het echtpaar Bethune, dit wil zeggen na zevenendertig jaar en half huwelijk. Het werd voorgedragen tijdens het feestmaal op het kasteel van Marke.
In 1895 schreef hij een gedicht voor de plechtige communie van Johanna de Bethune (1884-1955), dochter van Jean-Baptiste de Bethune jr., en in 1897 een ander gedicht voor haar broer, Jan-Baptist de Bethune (1885-1902).
In 1898 schreef Gezelle een kort gedicht voor het huwelijk van Emmanuel de Bethune (1869-1909), zoon van Jan-Baptist, met Josephine de Ghellinck d'Elseghem (1871-1904).

## Oeuvre

### Publicaties
- Restauration mosaïque de la coupole du dôme d'Aix la Chapelle, 1871.
- Un testament du XIVe siècle : Marguerite Van Machline, 1375, Gent, 1879
- Cartulaire du Béguinage de Sainte-Elisabeth à Gand, Brugge, 1883
- L'ancien couvent des carmes chaussés à Gand, Gent, 1884
- Het godshuis van Sint-Jan en Sint-Pauwel te Gent, bijgenaamd de Leugemeete: Oorkonden, Gent, 1902 (samen met A. Van Werveke)
- L'église de Messines, Brugge, z. d.
- L'église de Tourhout, Brugge, z. d. [1900]

### Architectuur

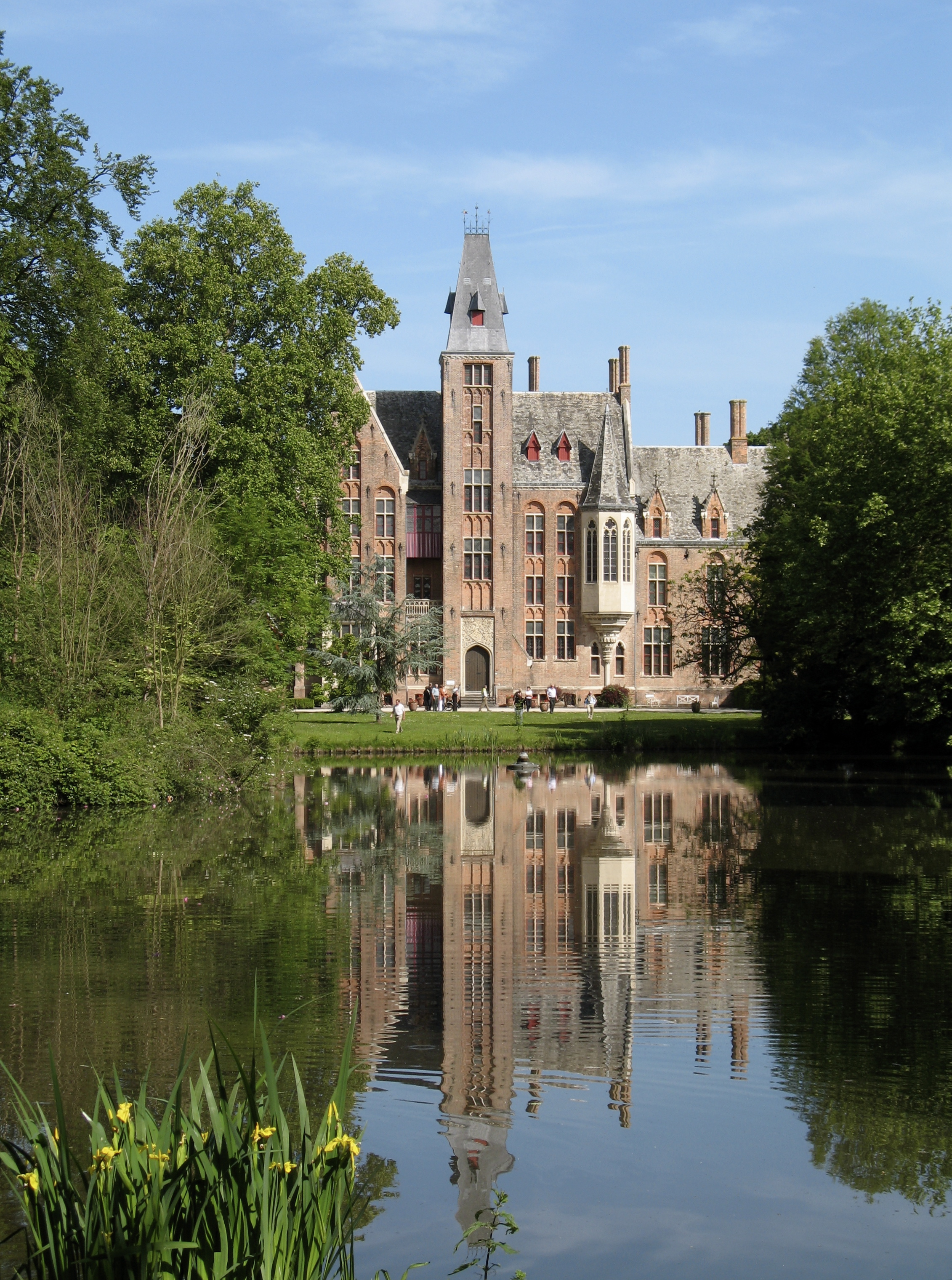
Kasteel van Loppem

Onder de vele door Jean Bethune ontworpen en onder zijn leiding opgerichte gebouwen vermelden we er hier enkele. In de meeste gevallen was hij ook de ontwerper van de binnenaankleding en van het meubilair.
- Kasteel van Loppem van de familie Van Caloen (aanvankelijk in samenwerking met Edward Welby Pugin, de zoon van Augustus Pugin, 1859-1862).
- Kerk, scholen, pastorie en klooster van Vivenkapelle (Damme), 1860-1870.
- Abdij van Maredsous, 1872-1889.
- Kerk van het Groot Begijnhof, Sint-Amandsberg bij Gent, 1874.
- O. L. Vrouwkapel in het klooster van de jezuïeten, Drongen, 1877.
- Klooster van de "Clarisses de l'Épeule" in Roubaix, Frankrijk.
- Sint-Lucasschool, Doornik.
- Sint-Jozefskerk in Roubaix, Frankrijk.
- Kerk van Fontenoy, Henegouwen
- Kerk van Marke
- Kasteel 'Ter Heyde' van Charles van Outryve d'Ydewalle, Sint-Andries.
- Kapel van 'De Roserie', eigendom van zijn broer Paul in Aalst.
- Huis Bethune, Pontstraat Aalst, nu K. Lyceum.
- Bisschoppengalerij van het Kerkhof van Mariakerke
- Sint-Kwintenskapel in Gent
- Onze-Lieve-Vrouwekapel (Congregatiekapel) in Zottegem

## Galerij

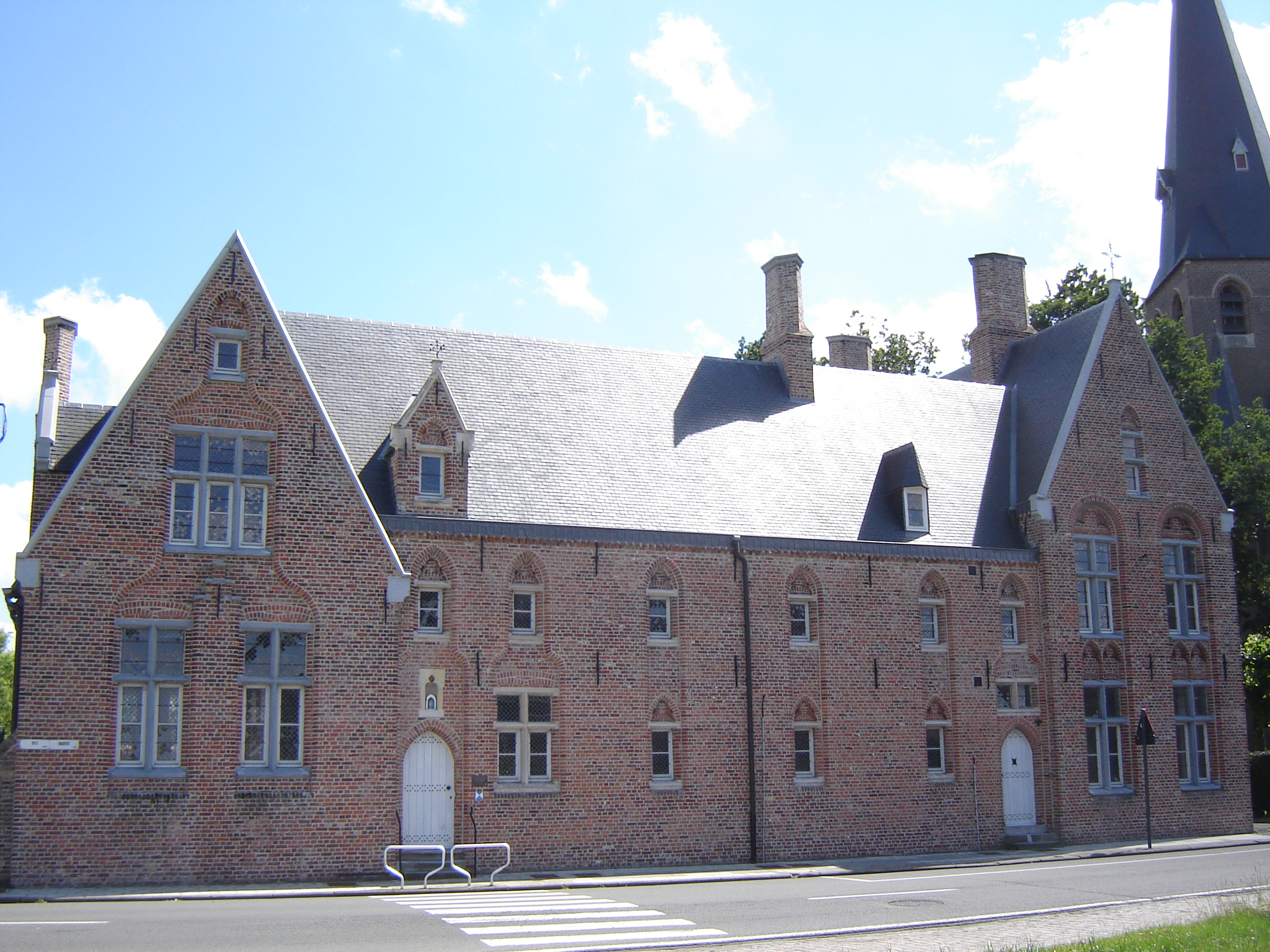
Klooster te Vivenkapelle
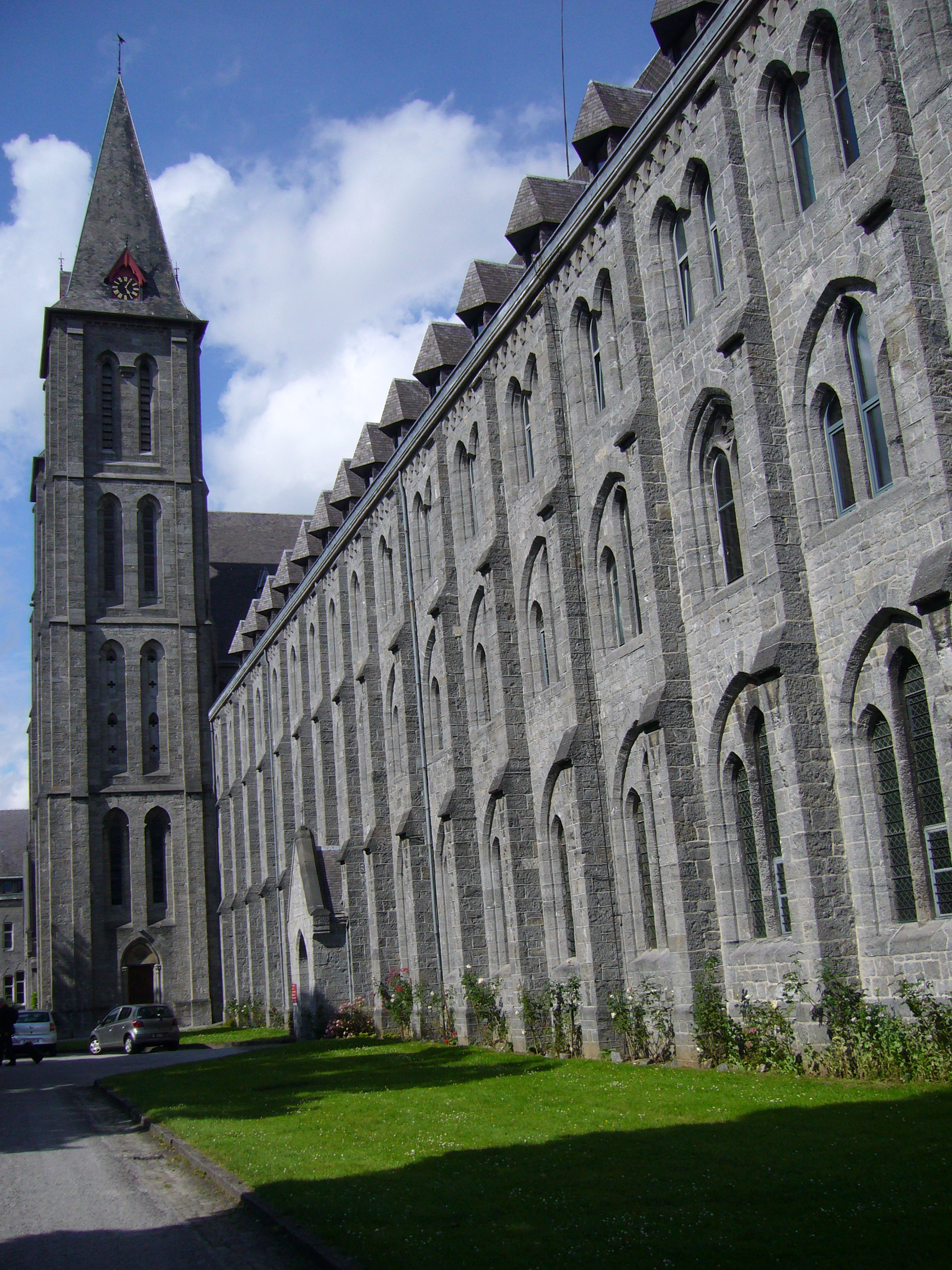
Abdij van Maredsous
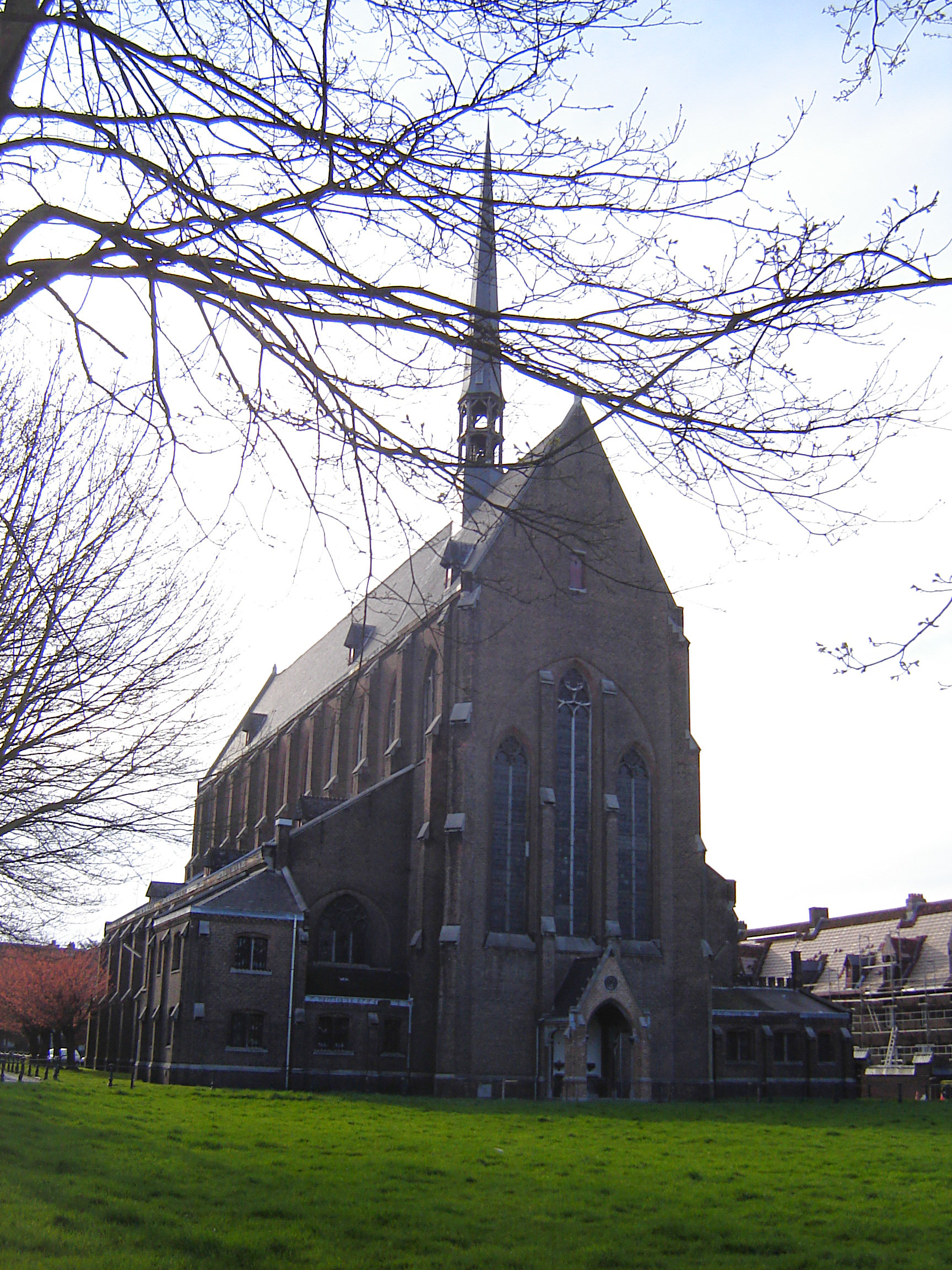
Begijnhofkerk Sint-Amandsberg
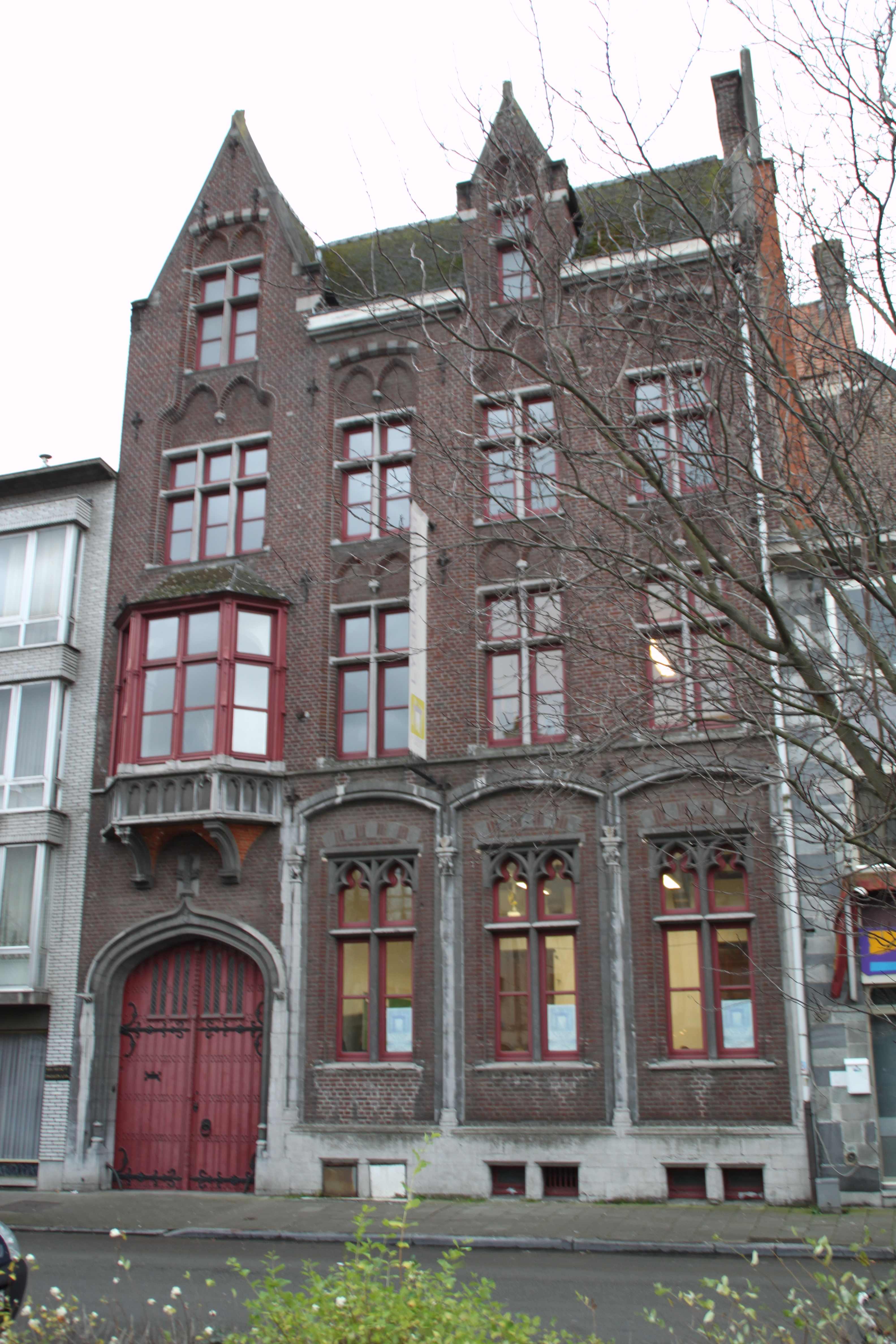
Herenhuis Bethune Aalst

### Toegepaste kunst

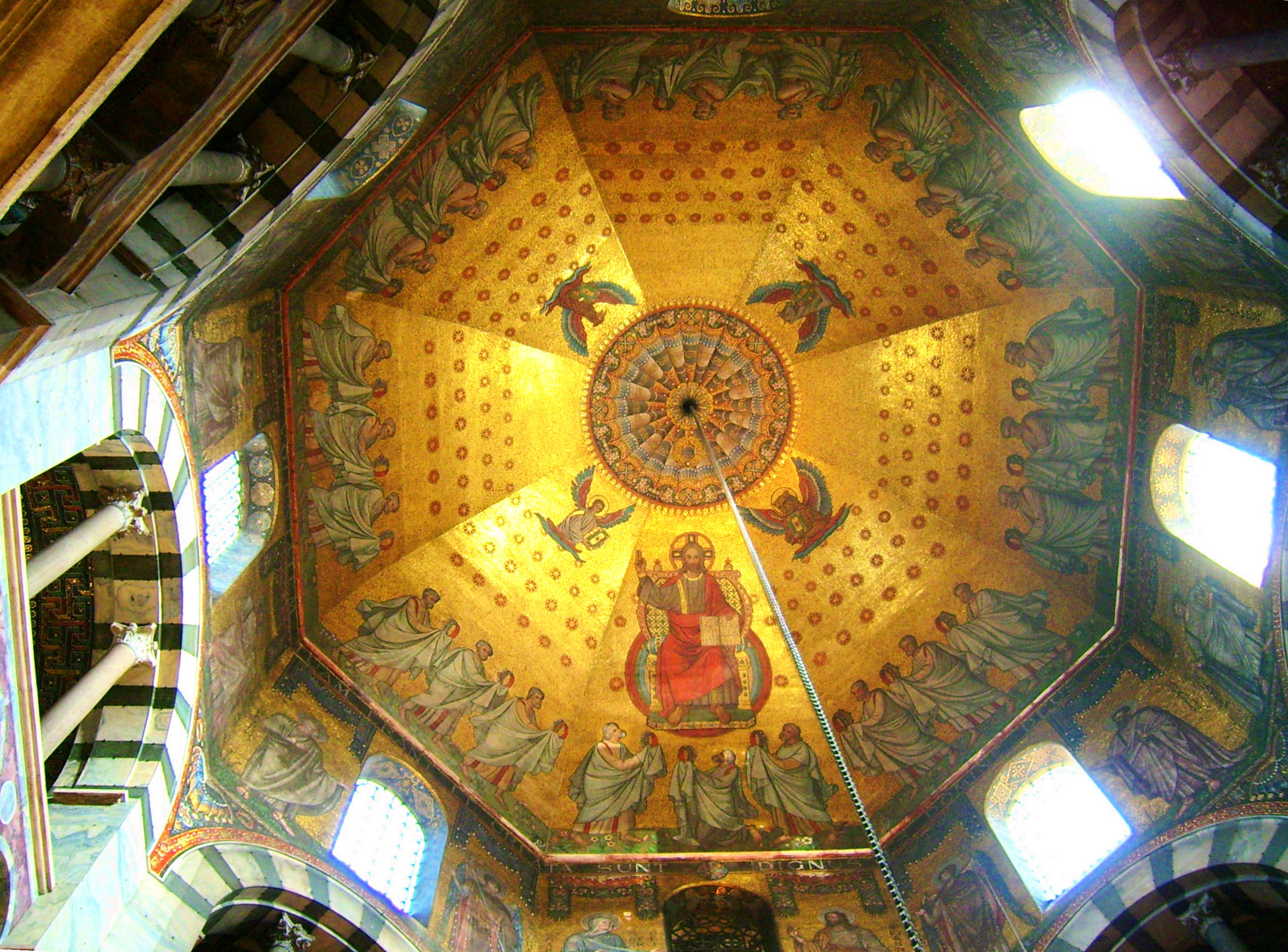
Mozaïeken in de kathedraal van Aken

Bethune heeft voor talrijke vormen van plastische of decoratieve kunsten ontwerpen gemaakt. Die ontwerpen vonden hun weg in zowat geheel Europa. Hij leverde vooral grote kwaliteit af wanneer hij zijn toegepaste kunst kon integreren in zijn bouwwerken (Loppem, Maredsous, Vivenkapelle enz.) Al deze ontwerpen hadden een uitgesproken architecturaal, archeologisch en didactisch karakter.
Dit was ook het geval met de glasramen die hij ontwierp voor de kathedralen van Brugge, Gent, Antwerpen en Doornik. Door hen, door zijn muurschilderingen (bijvoorbeeld in het Maaltebruggekasteel, 1862–1864) en door zijn mozaïeken (kathedraal van Aken) heeft hij sterk bijgedragen tot het herleven van deze kunstvormen.
Enkele voorbeelden:
- Ontwerp voor de Tiara (de zogenaamde Belgische Tiara) die in 1871 werd aangeboden aan paus Pius IX.
- Mozaïekdecoratie van de koepel van de kathedraal van Aken 1871-1881.
- Grafmonumenten voor Monseigneur Gravez, bisschop van Namen en voor de familie Lefèvre in Sclayn.
- Ontwerp van een rijve voor de relikwie van Karel de Goede in de Sint-Salvatorkathedraal, 1883-1885.
- Ontwerp van een rijve voor de relieken van Sint Lambertus in de kathedraal van Luik, 1884.
- Collegiale kerk van Dinant: het retabel op het hoofdaltaar en meubilair.
- Ontwerpen voor aankleding van kastelen in Denée, Gesves en Spontin.

Bethune werkte als edelsmid voor het atelier Bourdon.

## Eerbetoon
Jean Bethune werd erelid van
- het lerarenkorps van de Academie in Antwerpen
- de Keizerlijke en Koninklijke Commissie in Oostenrijk
- de Société archéologique de France
- de architectenvereniging van Groot-Brittannië
- de Bernulphgilde in Utrecht
- de Gilde van Sint Joris en Sint Lucas in Londen
- de Eendrachtige broederliefde in Kortrijk

Hij was:
- Commandeur in de Orde van Sint-Gregorius de Grote
- Ridder in de Leopoldsorde
- Medaille Pro Ecclesia et Pontifice

## Nageslacht
De nakomelingen van Jean Bethune zijn in grote mate trouw gebleven aan West-Vlaanderen, meer bepaald aan Marke. Onder hen:
- Kinderen van Jean Bethune:
  - Jean-Baptiste de Bethune (1853-1907) was, naast historicus, burgemeester van Oostrozebeke, bestendig afgevaardigde en vervolgens gouverneur van de provincie West-Vlaanderen.
  - Felix Marie de Bethune (1855-1922), eerst benedictijn in Maredsous, ging over naar het protestantisme en speelde een rol in de Franse sociale beweging van 'le christianisme social'.
  - Joseph de Bethune (1859-1920) was provincieraadslid in West-Vlaanderen en vervolgens substituut-procureur en onderzoeksrechter.
  - François de Bethune (1868-1938) was hoogleraar KU Leuven en burgemeester van Marke.
  - Emmanuel Marie de Bethune (1869-1909) was burgemeester van Oostrozebeke en van Marke.
- Kleinzoon van Jean Bethune:
  - Jean-Baptiste de Bethune (1900-1981) was provincieraadslid van West-Vlaanderen en schepen van Marke.
- Achterkleinkinderen van Jean Bethune:
  - Emmanuel Pierre de Bethune (1930-2011) was burgemeester van Marke en schepen en burgemeester van Kortrijk.
  - Guy de Bethune (1934) is arts en was lid van de Provinciale Commissie voor Monumenten en Landschappen.
- Achterachterkleinkinderen van Jean Bethune:
  - Sabine de Bethune (1958) is senator en voorzitter van de Senaat.
  - Jean de Bethune (1959) was schepen van Kortrijk en voorzitter van de provincieraad van West-Vlaanderen, nadien bestendig afgevaardigde van West-Vlaanderen.

Verder nog:
- Broers van Jean Bethune:
  - Felix Achille de Bethune (1824-1909) was numismaat en als priester werd hij aartsdiaken van de Brugse kathedraal en huisprelaat van de paus.
  - Paul de Bethune (1830-1901) werd schepen van Aalst en ondervoorzitter van de Belgische senaat.